# Щетинниця двонасінна
Щетинниця двонасінна (Rochelia disperma) — вид рослин з родини шорстколистих (Boraginaceae), поширений у центральній і південній Європі.

## Опис
Стебло 6–28 мм, просте або гіллясте. Прикореневі листки 10–30 × 3–5 мм, лопатоподібні до овальних, тупі, черешкові; стеблові — 10–30 × 1–5 мм, від лінійно-довгастих до вузько-лінійних, гострі, сидячі. Приквітки лінійні, 3–10 мм. Чашечка 5-частинна, листочки дрібні при квітці, дещо зрослі при плоді, загнуті з середини. Віночок небесно-блакитний, 2 мм; край ≈ 1.2 мм діаметром. Горішки ≈ 2.5 мм.

## Поширення
Поширений у північно-західній Африці, південно-східній Європі, західній, південно-західній і середній Азії.